# Szikem
Szikem ókori kánaáni város Palesztina területén a Garizim és Ebal hegyek közötti völgyben. A mai ciszjordániai Náblusz közvetlen szomszédságában, tőle délkeletre a Tell Baláta nevű domb takarja a romjait.

## Története
Már a rézkőkorban telepedtek le itt emberek, de ebből a korból nincsenek régészeti emlékek. A régészeti feltevések szerint Kr. e. 4. évezredben már város állhatott itt.
Kr. e. 19. század közepén egyiptomi feliratok úgy említik Szikemet, mint amelynek döntő fontossága van Észak-Kánaán birtoklása szempontjából. Kánaánita városként a bibliai Teremtés könyvében is említve van.
A zsidók kánaáni honfoglalása után Izrael legfontosabb istentiszteleti helye és a törzsszövetség központja. Roboám a szikemi országgyűlésen kényszerítette ki Izrael kettészakadását. Szikem az északi, Izraeli Királyság királyainak első székhelye lett. I. Jeroboám aztán Tircába tette át a fővárost. Miután Omri megalapította a közelben Szamária városát, Szikem szerepe egyre inkább háttérbe szorult.
Az asszír hódítás idején, Kr. e. 724-ben Szikemet feldúlták a megszálló seregek. Majd akkor éledt újjá a város, amikor a nagy birodalom más tartományaiból idegen népcsoportokat telepítettek a területre, de ekkor már csak egy szerény, vidéki jellegű város maradt. Később, amikor Nagy Sándor meghódította Szamáriát, sokan menekültek el Szikembe, és a város lett a központja a szamaritánus közösségnek. Ők a város melletti Garizim hegyen saját templomot építettek.
A hasmoneus Johannesz Hürkánosz kb. Kr. e. 128-107 körül lerombolta a várost (és a Garizim-hegyen álló templomot). Utána már soha nem épült újra. Mintegy 200 évvel később  Vespasianus római császár egy új várost alapított Szikemtől mintegy 2 km-re Flavia Neapolis néven. Ez később, az arab hódítóktól a Náblusz nevet kapta és napjainkban Ciszjordánia 2. legnagyobb települése.

## Jákob kútja
Az egykori Szikemtől pár km-re volt a Jákob-kútja, amely az evangéliumokban van említve, ahol Jézus beszélgetett a szamáriai asszonnyal.
Az Ószövetségségben Jákob területeként van említve a hely, de kutat Mózes könyve nem említ.
Ma Náblusz délkeleti részén található a helyszín, a Bir Ya'qub ortodox kolostor területén. Zarándokhely. Fölé a történelem során több alkalommal keresztény templomot emeltek, amely mindannyiszor elpusztult.